# کارترایت (داکوتای شمالی)
کارترایت (به انگلیسی: Cartwright) یک منطقهٔ مسکونی در ایالات متحده آمریکا است که در شهرستان مکنزی، داکوتای شمالی واقع شده‌است. کارترایت ۵۸۰٫۹۶ متر بالاتر از سطح دریا واقع شده‌است.